# En reportagefilm om Dansk Røde Kors
En reportagefilm om Dansk Røde Kors er en dansk dokumentarfilm fra 1949.

## Handling
Røde Kors sælger støttemærker til de danske borgere på Røde Kors-dagen, og filmens formål er at fortælle, hvorfor ingen må sige nej. Man følger Ungdommens Røde Kors, hvor de unge lærer, hvordan de lapper tilskadekomne sammen. Herefter besøger man nogle af de børnehaver og –hjem, hvor Røde Kors har uddannet barneplejersker til at tage sig af børn. Røde Kors driver også en folkekuranstalt ved Hald, hvor den jævne befolkning mod en mindre betaling blive behandlet for sygdomme, der kræver omhyggelig kurmæssig pleje. Derudover er Røde Kors også med til at tage sig af de allierede flygtninge, ligesom de møder talstærkt op til store begivenheder, hvor der er behov for samaritter. I det sønderbombede Polen er der stærkt brug for Røde Kors, der svarer ved at sende både bilkonvojer, skibe og flyvemaskiner afsted for at hjælpe.